# My Favorite Time of the Year
| Оценки критиков | Оценки критиков |
| Источник        | Оценка          |
| --------------- | --------------- |
| AllMusic        | [ 1 ]           |

My Favorite Time of the Year (с англ. — «Моё любимое время года») — тридцать второй студийный альбом американской певицы Дайон Уорвик, выпущенный 26 октября 2004 года на лейбле DMI Records.

## Об альбоме
Это первый рождественский альбом и единственный альбом Уорвик, выпущенный на DMI Records. My Favorite Time of the Year состоит из тринадцати треков, двенадцать из них представляют собой кавер-версии рождественских стандартов и колядок, одна из них — дуэт с Глэдис Найт, единственная новая песня на альбоме «I Believe in Christmas» была написана и записана в дуэте с Бебе Винансом. Продюсером записи выступила Тена Рикс Кларк.
Альбом достиг 49-го места в чарте лучших праздничных альбомов США.

## Список композиций
| №                   | Название                                                      | Автор(ы)                             | Длительность |
| ------------------- | ------------------------------------------------------------- | ------------------------------------ | ------------ |
| 1.                  | «The Christmas Song (Chestnuts Roasting on an Open Fire)»     | Роберт Уэллс, Мел Торме              | 4:11         |
| 2.                  | «White Christmas»                                             | Ирвинг Берлин                        | 3:56         |
| 3.                  | «Jingle Bells»                                                | Франц Ксавьер Грубер, Йозеф Мор      | 4:59         |
| 4.                  | «Joy to the World»                                            | Исаак Уоттс                          | 4:35         |
| 5.                  | «It’s the Most Wonderful Time of the Year»                    | Эдвард Пола, Джордж Вайл             | 3:37         |
| 6.                  | «I Believe in Christmas» (дуэт с Бебе Винанс)                 | Бебе Винанс, Том Хемби               | 4:00         |
| 7.                  | «My Favorite Things»                                          | Ричард Роджерс, Оскар Хаммерстайн II | 3:06         |
| 8.                  | «Silver Bells»                                                | Джей Ливингстон, Рэй Эванс           | 4:13         |
| 9.                  | «O Come, All Ye Faithful»                                     | традиционная                         | 4:58         |
| 10.                 | «Winter Wonderland»                                           | Феликс Бернард, Ричард Бернард-Смит  | 3:10         |
| 11.                 | «I’ll Be Home for Christmas»                                  | Ким Ганнон, Уолтер Кент              | 3:32         |
| 12.                 | «Have Yourself a Merry Little Christmas» (дуэт с Глэдис Найт) | Хью Мартин, Ральф Блэйн              | 4:44         |
| 13.                 | «Happy Holiday»                                               | Ирвинг Берлин                        | 2:16         |
| Общая длительность: | Общая длительность:                                           | Общая длительность:                  | 51:08        |

## Чарты
| Чарт (2004)                        | Высшая позиция |
| ---------------------------------- | -------------- |
| США (Billboard Top Holiday Albums) | 49             |